# 市岡
市岡（いちおか）は、大阪府大阪市港区にある町名。現行行政地名は市岡一丁目から市岡四丁目。

## 地理
港区の中央部に位置し、東に南市岡、西に三先、北に磯路、南西に福崎、南東に大正区と接している。

### 河川
- 尻無川

## 歴史
国防婦人会の起こり・「大阪国防婦人会」が立ち上げられた地である。

## 世帯数と人口
2019年（平成31年）3月31日現在の世帯数と人口は以下の通りである。
| 丁目       | 世帯数    | 人口    |
| ---------- | --------- | ------- |
| 市岡一丁目 | 1,297世帯 | 2,339人 |
| 市岡二丁目 | 699世帯   | 1,391人 |
| 市岡三丁目 | 754世帯   | 1,613人 |
| 市岡四丁目 | 173世帯   | 377人   |
| 計         | 2,923世帯 | 5,720人 |

### 人口の変遷
国勢調査による人口の推移。
| 1995年（平成7年）  | 6,348人 | [ 5 ] |  |
| 2000年（平成12年） | 6,203人 | [ 6 ] |  |
| 2005年（平成17年） | 5,894人 | [ 7 ] |  |
| 2010年（平成22年） | 6,015人 | [ 8 ] |  |
| 2015年（平成27年） | 5,950人 | [ 9 ] |  |

### 世帯数の変遷
国勢調査による世帯数の推移。
| 1995年（平成7年）  | 2,557世帯 | [ 5 ] |  |
| 2000年（平成12年） | 2,538世帯 | [ 6 ] |  |
| 2005年（平成17年） | 2,421世帯 | [ 7 ] |  |
| 2010年（平成22年） | 2,686世帯 | [ 8 ] |  |
| 2015年（平成27年） | 2,603世帯 | [ 9 ] |  |

## 事業所
2016年（平成28年）現在の経済センサス調査による事業所数と従業員数は以下の通りである。
| 丁目       | 事業所数  | 従業員数 |
| ---------- | --------- | -------- |
| 市岡一丁目 | 124事業所 | 1,111人  |
| 市岡二丁目 | 60事業所  | 945人    |
| 市岡三丁目 | 59事業所  | 335人    |
| 市岡四丁目 | 24事業所  | 209人    |
| 計         | 267事業所 | 2,600人  |

## 交通
- 国道43号
- 国道172号

## 施設
- 大阪市港区役所
- 大阪府港警察署
- 大阪港郵便局
- 大阪市立市岡小学校
- のぞみ信用組合 港支店
- 関西スーパー 市岡店

## その他

### 日本郵便
- 〒552-0012[3]（集配局：大阪港郵便局[11]）